# Media distanza, sinistra, due personaggi. Studio per la Grande-Jatte
Media distanza, sinistra, due personaggi. Studio per la Grande-Jatte (Moyenne distance, gauche, deux personnages. Étude pour la Grande-Jatte) è un dipinto a olio su tavola (15,5 × 25 cm) realizzato nel 1884 dal pittore Georges-Pierre Seurat.
È conservato nel Musée d'Orsay di Parigi.
Questo è uno degli studi preparatori per il Grande-Jatte, raffigura un uomo ed una donna distesi sull'erba in riva al fiume.